# Woman I
Woman I est une peinture expressionniste abstraite de l'artiste américain Willem de Kooning.

## Description
Woman I représente une femme assise. Le personnage semble agressif, le dessin presque grotesque. de Kooning la peint comme un amalgame d'archétypes féminins.

## Historique
Willem de Kooning peint Woman I sur deux années, de 1950 à 1952. Il réalise de nombreuses études préliminaires avant de commencer la peinture, la recommençant plusieurs fois.
Woman I fait partie de six toiles représentant des femmes, peintes dans le même style. L'œuvre est conservée au Museum of Modern Art à New York, États-Unis.